# Lega Nazionale A 2002-2003
L'edizione 2002-2003 della Lega Nazionale A vide la vittoria finale del Grasshopper Club Zürich.

## Squadre partecipanti
| Club            | Stagione | Città     | Stadio                     | Stagione precedente |
| --------------- | -------- | --------- | -------------------------- | ------------------- |
| Aarau           | dettagli | Aarau     | Stadion Brügglifeld        |                     |
| Basilea         | dettagli | Basilea   | St. Jakob-Park             |                     |
| Delémont        | dettagli | Delémont  | Stadio La Blancherie       |                     |
| Grasshoppers    | dettagli | Zurigo    | Hardturm Stadio Letzigrund |                     |
| Lucerna         | dettagli | Lucerna   | Stadion Allmend            |                     |
| Neuchâtel Xamax | dettagli | Neuchâtel | La Maladière               |                     |
| San Gallo       | dettagli | San Gallo | Stadio Espenmoos           |                     |
| Servette        | dettagli | Ginevra   | Parc des Sports            |                     |
| Thun            | dettagli | Thun      | Stadion Lachen             |                     |
| Wil             | dettagli | Wil       | Stadion Bergholz           |                     |
| Young Boys      | dettagli | Berna     | Stadio Wankdorf            |                     |
| Zurigo          | dettagli | Zurigo    | Stadio Letzigrund          |                     |

## Classifica finale
|  | Pos. | Squadra         | Pt | G  | V  | N | P  | GF | GS | DR  |
|  | ---- | --------------- | -- | -- | -- | - | -- | -- | -- | --- |
|  | 1.   | Grasshoppers    | 49 | 22 | 15 | 4 | 3  | 58 | 26 | +32 |
|  | 2.   | Basilea         | 47 | 22 | 14 | 5 | 3  | 57 | 25 | +32 |
|  | 3.   | Thun            | 31 | 22 | 9  | 4 | 9  | 33 | 33 | 0   |
|  | 4.   | Wil             | 31 | 22 | 8  | 7 | 7  | 43 | 45 | -2  |
|  | 5.   | Zurigo          | 31 | 22 | 9  | 4 | 9  | 35 | 37 | -2  |
|  | 6.   | Neuchâtel Xamax | 31 | 22 | 8  | 7 | 7  | 30 | 33 | -3  |
|  | 7.   | Young Boys      | 30 | 22 | 8  | 6 | 8  | 35 | 28 | +7  |
|  | 8.   | Servette        | 29 | 22 | 8  | 5 | 9  | 45 | 37 | +8  |
|  | 9.   | Lucerna (-2)    | 24 | 22 | 7  | 5 | 10 | 31 | 38 | -7  |
|  | 10.  | San Gallo       | 24 | 22 | 6  | 6 | 10 | 31 | 48 | -17 |
|  | 11.  | Delémont        | 20 | 22 | 6  | 2 | 14 | 24 | 44 | -20 |
|  | 12.  | Aarau           | 18 | 22 | 5  | 3 | 14 | 19 | 40 | -21 |

Legenda:
      Ammesso al play-off per il titolo.
      Ammesso torneo di promozione/relegazione.
Note:
Tre punti a vittoria, uno a pareggio, zero a sconfitta.

## Risultati

### Tabellone
Ogni riga indica i risultati casalinghi della squadra segnata a inizio della riga, contro le squadre segnate colonna per colonna (che invece avranno giocato l'incontro in trasferta). Al contrario, leggendo la colonna di una squadra si avranno i risultati ottenuti dalla stessa in trasferta, contro le squadre segnate in ogni riga, che invece avranno giocato l'incontro in casa.
|                 | Aar  | Bas  | Del  | Gra  | Luc  | Neu  | San  | Ser  | Thu  | Wil  | You  | Zur  |
| --------------- | ---- | ---- | ---- | ---- | ---- | ---- | ---- | ---- | ---- | ---- | ---- | ---- |
| Aarau           | –––– | 0-1  | 3-0  | 2-3  | 1-2  | 2-0  | 1-1  | 0-3  | 2-0  | 0-0  | 1-1  | 3-1  |
| Basilea         | 4-0  | –––– | 1-0  | 1-2  | 2-3  | 1-1  | 6-0  | 4-2  | 3-0  | 7-1  | 2-1  | 5-3  |
| Delemont        | 2-1  | 1-2  | –––– | 2-4  | 2-2  | 2-1  | 6-2  | 2-0  | 0-1  | 1-2  | 2-4  | 2-2  |
| Grasshoppers    | 3-0  | 2-3  | 3-0  | –––– | 3-2  | 4-0  | 1-1  | 2-0  | 4-1  | 4-1  | 4-0  | 1-1  |
| Lucerna         | 2-0  | 1-1  | 3-0  | 1-0  | –––– | 0-1  | 1-0  | 4-3  | 1-2  | 1-1  | 0-0  | 1-3  |
| Neuchatel Xamax | 3-1  | 1-1  | 0-1  | 1-5  | 3-2  | –––– | 1-0  | 2-1  | 2-1  | 1-1  | 3-1  | 2-2  |
| San Gallo       | 1-0  | 1-1  | 3-0  | 2-3  | 5-0  | 0-2  | –––– | 2-2  | 2-2  | 2-2  | 2-1  | 0-3  |
| Servette        | 5-0  | 0-1  | 5-0  | 4-3  | 2-0  | 1-1  | 2-0  | –––– | 3-1  | 1-1  | 4-4  | 2-0  |
| Thun            | 2-0  | 4-2  | 0-1  | 2-2  | 3-1  | 1-1  | 0-1  | 1-0  | –––– | 3-0  | 3-4  | 0-0  |
| Wil             | 4-0  | 1-4  | 2-0  | 1-1  | 2-1  | 2-1  | 11-3 | 2-2  | 1-5  | –––– | 3-2  | 0-1  |
| Young Boys      | 1-0  | 1-1  | 2-0  | 0-2  | 2-2  | 1-1  | 1-2  | 4-2  | 3-0  | 4-2  | –––– | 2-1  |
| Zurigo          | 1-2  | 0-4  | 1-0  | 1-2  | 2-1  | 3-2  | 2-1  | 3-1  | 0-1  | 1-3  | 4-2  | –––– |

### Calendario
| andata (1ª) | andata (1ª) | 1ª giornata          | ritorno (12ª) | ritorno (12ª) |
|             |             |                      |               |               |
| 6 lug.      | 0-1         | Aarau-Basilea        | 0-4           | 14 set.       |
| 7 lug.      | 2-0         | Delemont-Servette    | 0-5           | 15 set.       |
| 6 lug.      | 4-1         | Grasshoppers-Wil     | 1-1           | 14 set.       |
| 6 lug.      | 2-1         | Neuchatel Xamax-Thun | 1-1           | 14 set.       |
| 3 lug.      | 0-3         | San Gallo-Zurigo     | 1-2           | 14 set.       |
| 6 lug.      | 2-2         | Young Boys-Lucerna   | 0-0           | 14 set.       |

| andata (2ª) | andata (2ª) | 2ª giornata             | ritorno (13ª) | ritorno (13ª) |
|             |             |                         |               |               |
| 13 lug.     | 1-1         | Basilea-Neuchatel Xamax | 1-1           | 21 set.       |
| 10 lug.     | 3-0         | Lucerna-Delemont        | 2-2           | 22 set.       |
| 10 lug.     | 2-0         | Servette-San Gallo      | 2-2           | 22 set.       |
| 14 lug.     | 3-4         | Thun-Young Boys         | 0-3           | 22 set.       |
| 13 lug.     | 4-0         | Wil-Aarau               | 0-0           | 21 set.       |
| 10 lug.     | 1-2         | Zurigo-Grasshoppers     | 1-1           | 22 set.       |

| andata (1ª) | andata (1ª) | 1ª giornata          | ritorno (12ª) | ritorno (12ª) |
|             |             |                      |               |               |
| 6 lug.      | 0-1         | Aarau-Basilea        | 0-4           | 14 set.       |
| 7 lug.      | 2-0         | Delemont-Servette    | 0-5           | 15 set.       |
| 6 lug.      | 4-1         | Grasshoppers-Wil     | 1-1           | 14 set.       |
| 6 lug.      | 2-1         | Neuchatel Xamax-Thun | 1-1           | 14 set.       |
| 3 lug.      | 0-3         | San Gallo-Zurigo     | 1-2           | 14 set.       |
| 6 lug.      | 2-2         | Young Boys-Lucerna   | 0-0           | 14 set.       |

| andata (2ª) | andata (2ª) | 2ª giornata             | ritorno (13ª) | ritorno (13ª) |
|             |             |                         |               |               |
| 13 lug.     | 1-1         | Basilea-Neuchatel Xamax | 1-1           | 21 set.       |
| 10 lug.     | 3-0         | Lucerna-Delemont        | 2-2           | 22 set.       |
| 10 lug.     | 2-0         | Servette-San Gallo      | 2-2           | 22 set.       |
| 14 lug.     | 3-4         | Thun-Young Boys         | 0-3           | 22 set.       |
| 13 lug.     | 4-0         | Wil-Aarau               | 0-0           | 21 set.       |
| 10 lug.     | 1-2         | Zurigo-Grasshoppers     | 1-1           | 22 set.       |

| andata (3ª) | andata (3ª) | 3ª giornata         | ritorno (14ª) | ritorno (14ª) |
|             |             |                     |               |               |
| 17 lug.     | 2-3         | Aarau-Grasshoppers  | 0-3           | 28 set.       |
| 17 lug.     | 0-1         | Delemont-Thun       | 1-0           | 29 set.       |
| 17 lug.     | 1-1         | Neuchatel Xamax-Wil | 1-2           | 29 set.       |
| 17 lug.     | 5-0         | San Gallo-Lucerna   | 0-1           | 29 set.       |
| 17 lug.     | 1-1         | Young Boys-Basilea  | 1-2           | 28 set.       |
| 16 lug.     | 3-1         | Zurigo-Servette     | 0-2           | 27 set.       |

| andata (4ª) | andata (4ª) | 4ª giornata           | ritorno (15ª) | ritorno (15ª) |
|             |             |                       |               |               |
| 20 lug.     | 2-0         | Aarau-Neuchatel Xamax | 1-3           | 5 ott.        |
| 20 lug.     | 1-0         | Basilea-Delemont      | 2-1           | 6 ott.        |
| 20 lug.     | 2-0         | Grasshoppers-Servette | 3-4           | 6 ott.        |
| 31 lug.     | 1-3         | Lucerna-Zurigo        | 1-2           | 6 ott.        |
| 20 lug.     | 0-1         | Thun-San Gallo        | 2-2           | 6 ott.        |
| 21 lug.     | 3-2         | Wil-Young Boys        | 2-4           | 4 ott.        |

| andata (3ª) | andata (3ª) | 3ª giornata         | ritorno (14ª) | ritorno (14ª) |
|             |             |                     |               |               |
| 17 lug.     | 2-3         | Aarau-Grasshoppers  | 0-3           | 28 set.       |
| 17 lug.     | 0-1         | Delemont-Thun       | 1-0           | 29 set.       |
| 17 lug.     | 1-1         | Neuchatel Xamax-Wil | 1-2           | 29 set.       |
| 17 lug.     | 5-0         | San Gallo-Lucerna   | 0-1           | 29 set.       |
| 17 lug.     | 1-1         | Young Boys-Basilea  | 1-2           | 28 set.       |
| 16 lug.     | 3-1         | Zurigo-Servette     | 0-2           | 27 set.       |

| andata (4ª) | andata (4ª) | 4ª giornata           | ritorno (15ª) | ritorno (15ª) |
|             |             |                       |               |               |
| 20 lug.     | 2-0         | Aarau-Neuchatel Xamax | 1-3           | 5 ott.        |
| 20 lug.     | 1-0         | Basilea-Delemont      | 2-1           | 6 ott.        |
| 20 lug.     | 2-0         | Grasshoppers-Servette | 3-4           | 6 ott.        |
| 31 lug.     | 1-3         | Lucerna-Zurigo        | 1-2           | 6 ott.        |
| 20 lug.     | 0-1         | Thun-San Gallo        | 2-2           | 6 ott.        |
| 21 lug.     | 3-2         | Wil-Young Boys        | 2-4           | 4 ott.        |

| andata (5ª) | andata (5ª) | 5ª giornata                  | ritorno (16ª) | ritorno (16ª) |
|             |             |                              |               |               |
| 28 lug.     | 1-2         | Delemont-Wil                 | 0-2           | 20 ott.       |
| 27 lug.     | 1-5         | Neuchatel Xamax-Grasshoppers | 0-4           | 20 ott.       |
| 27 lug.     | 1-1         | San Gallo-Basilea            | 0-6           | 19 ott.       |
| 27 lug.     | 2-0         | Servette-Lucerna             | 3-4           | 19 ott.       |
| 27 lug.     | 1-0         | Young Boys-Aarau             | 1-1           | 19 ott.       |
| 7 ago.      | 0-1         | Zurigo-Thun                  | 0-0           | 20 ott.       |

| andata (6ª) | andata (6ª) | 6ª giornata              | ritorno (17ª) | ritorno (17ª) |
|             |             |                          |               |               |
| 3 ago.      | 1-1         | Aarau-San Gallo          | 0-1           | 27 ott.       |
| 3 ago.      | 4-2         | Basilea-Servette         | 1-0           | 25 ott.       |
| 3 ago.      | 4-0         | Grasshoppers-Young Boys  | 2-0           | 27 ott.       |
| 3 ago.      | 0-1         | Neuchatel Xamax-Delemont | 1-2           | 27 ott.       |
| 4 ago.      | 3-1         | Thun-Lucerna             | 2-1           | 27 ott.       |
| 4 ago.      | 0-1         | Wil-Zurigo               | 3-1           | 26 ott.       |

| andata (5ª) | andata (5ª) | 5ª giornata                  | ritorno (16ª) | ritorno (16ª) |
|             |             |                              |               |               |
| 28 lug.     | 1-2         | Delemont-Wil                 | 0-2           | 20 ott.       |
| 27 lug.     | 1-5         | Neuchatel Xamax-Grasshoppers | 0-4           | 20 ott.       |
| 27 lug.     | 1-1         | San Gallo-Basilea            | 0-6           | 19 ott.       |
| 27 lug.     | 2-0         | Servette-Lucerna             | 3-4           | 19 ott.       |
| 27 lug.     | 1-0         | Young Boys-Aarau             | 1-1           | 19 ott.       |
| 7 ago.      | 0-1         | Zurigo-Thun                  | 0-0           | 20 ott.       |

| andata (6ª) | andata (6ª) | 6ª giornata              | ritorno (17ª) | ritorno (17ª) |
|             |             |                          |               |               |
| 3 ago.      | 1-1         | Aarau-San Gallo          | 0-1           | 27 ott.       |
| 3 ago.      | 4-2         | Basilea-Servette         | 1-0           | 25 ott.       |
| 3 ago.      | 4-0         | Grasshoppers-Young Boys  | 2-0           | 27 ott.       |
| 3 ago.      | 0-1         | Neuchatel Xamax-Delemont | 1-2           | 27 ott.       |
| 4 ago.      | 3-1         | Thun-Lucerna             | 2-1           | 27 ott.       |
| 4 ago.      | 0-1         | Wil-Zurigo               | 3-1           | 26 ott.       |

| andata (7ª) | andata (7ª) | 7ª giornata                | ritorno (18ª) | ritorno (18ª) |
|             |             |                            |               |               |
| 11 ago.     | 2-1         | Delemont-Aarau             | 0-3           | 2 nov.        |
| 10 ago.     | 1-0         | Lucerna-Grasshoppers       | 2-3           | 3 nov.        |
| 10 ago.     | 2-2         | San Gallo-Wil              | 3-11          | 3 nov.        |
| 10 ago.     | 3-1         | Servette-Thun              | 0-1           | 3 nov.        |
| 10 ago.     | 1-1         | Young Boys-Neuchatel Xamax | 1-3           | 2 nov.        |
| 10 ago.     | 0-4         | Zurigo-Basilea             | 3-5           | 1 nov.        |

| andata (8ª) | andata (8ª) | 8ª giornata               | ritorno (19ª) | ritorno (19ª) |
|             |             |                           |               |               |
| 18 ago.     | 3-1         | Aarau-Zurigo              | 2-1           | 16 nov.       |
| 17 ago.     | 2-3         | Basilea-Lucerna           | 1-1           | 17 nov.       |
| 17 ago.     | 4-1         | Grasshoppers-Thun         | 2-2           | 17 nov.       |
| 17 ago.     | 1-0         | Neuchatel Xamax-San Gallo | 2-0           | 17 nov.       |
| 18 ago.     | 2-2         | Wil-Servette              | 1-1           | 16 nov.       |
| 17 ago.     | 2-0         | Young Boys-Delemont       | 4-2           | 17 nov.       |

| andata (7ª) | andata (7ª) | 7ª giornata                | ritorno (18ª) | ritorno (18ª) |
|             |             |                            |               |               |
| 11 ago.     | 2-1         | Delemont-Aarau             | 0-3           | 2 nov.        |
| 10 ago.     | 1-0         | Lucerna-Grasshoppers       | 2-3           | 3 nov.        |
| 10 ago.     | 2-2         | San Gallo-Wil              | 3-11          | 3 nov.        |
| 10 ago.     | 3-1         | Servette-Thun              | 0-1           | 3 nov.        |
| 10 ago.     | 1-1         | Young Boys-Neuchatel Xamax | 1-3           | 2 nov.        |
| 10 ago.     | 0-4         | Zurigo-Basilea             | 3-5           | 1 nov.        |

| andata (8ª) | andata (8ª) | 8ª giornata               | ritorno (19ª) | ritorno (19ª) |
|             |             |                           |               |               |
| 18 ago.     | 3-1         | Aarau-Zurigo              | 2-1           | 16 nov.       |
| 17 ago.     | 2-3         | Basilea-Lucerna           | 1-1           | 17 nov.       |
| 17 ago.     | 4-1         | Grasshoppers-Thun         | 2-2           | 17 nov.       |
| 17 ago.     | 1-0         | Neuchatel Xamax-San Gallo | 2-0           | 17 nov.       |
| 18 ago.     | 2-2         | Wil-Servette              | 1-1           | 16 nov.       |
| 17 ago.     | 2-0         | Young Boys-Delemont       | 4-2           | 17 nov.       |

| andata (9ª) | andata (9ª) | 9ª giornata            | ritorno (20ª) | ritorno (20ª) |
|             |             |                        |               |               |
| 25 ago.     | 2-4         | Delemont-Grasshoppers  | 0-3           | 23 nov.       |
| 24 ago.     | 1-1         | Lucerna-Wil            | 1-2           | 24 nov.       |
| 25 ago.     | 2-1         | San Gallo-Young Boys   | 2-1           | 24 nov.       |
| 24 ago.     | 5-0         | Servette-Aarau         | 3-0           | 24 nov.       |
| 24 ago.     | 4-2         | Thun-Basilea           | 0-3           | 22 nov.       |
| 24 ago.     | 3-2         | Zurigo-Neuchatel Xamax | 2-2           | 23 nov.       |

| andata (10ª) | andata (10ª) | 10ª giornata             | ritorno (21ª) | ritorno (21ª) |
|              |              |                          |               |               |
| 31 ago.      | 1-2          | Aarau-Lucerna            | 0-2           | 1 dic.        |
| 1 set.       | 6-2          | Delemont-San Gallo       | 0-3           | 1 dic.        |
| 1 set.       | 2-3          | Grasshoppers-Basilea     | 2-1           | 1 dic.        |
| 1 set.       | 2-1          | Neuchatel Xamax-Servette | 1-1           | 1 dic.        |
| 1 set.       | 1-5          | Wil-Thun                 | 0-3           | 1 dic.        |
| 31 ago.      | 2-1          | Young Boys-Zurigo        | 2-4           | 1 dic.        |

| andata (9ª) | andata (9ª) | 9ª giornata            | ritorno (20ª) | ritorno (20ª) |
|             |             |                        |               |               |
| 25 ago.     | 2-4         | Delemont-Grasshoppers  | 0-3           | 23 nov.       |
| 24 ago.     | 1-1         | Lucerna-Wil            | 1-2           | 24 nov.       |
| 25 ago.     | 2-1         | San Gallo-Young Boys   | 2-1           | 24 nov.       |
| 24 ago.     | 5-0         | Servette-Aarau         | 3-0           | 24 nov.       |
| 24 ago.     | 4-2         | Thun-Basilea           | 0-3           | 22 nov.       |
| 24 ago.     | 3-2         | Zurigo-Neuchatel Xamax | 2-2           | 23 nov.       |

| andata (10ª) | andata (10ª) | 10ª giornata             | ritorno (21ª) | ritorno (21ª) |
|              |              |                          |               |               |
| 31 ago.      | 1-2          | Aarau-Lucerna            | 0-2           | 1 dic.        |
| 1 set.       | 6-2          | Delemont-San Gallo       | 0-3           | 1 dic.        |
| 1 set.       | 2-3          | Grasshoppers-Basilea     | 2-1           | 1 dic.        |
| 1 set.       | 2-1          | Neuchatel Xamax-Servette | 1-1           | 1 dic.        |
| 1 set.       | 1-5          | Wil-Thun                 | 0-3           | 1 dic.        |
| 31 ago.      | 2-1          | Young Boys-Zurigo        | 2-4           | 1 dic.        |

| \| andata (11ª) \| andata (11ª) \| 11ª giornata \| ritorno (22ª) \| ritorno (22ª) \| \| \| \| \| \| \| \| 11 set. \| 7-1 \| Basilea-Wil \| 4-1 \| 7 dic. \| \| 11 set. \| 0-1 \| Lucerna-Neuchatel Xamax \| 2-3 \| 8 dic. \| \| 11 set. \| 2-3 \| San Gallo-Grasshoppers \| 1-1 \| 8 dic. \| \| 10 set. \| 2-0 \| Thun-Aarau \| 0-2 \| 8 dic. \| \| 11 set. \| 4-2 \| Young Boys-Servette \| 4-4 \| 8 dic. \| \| 11 set. \| 1-0 \| Zurigo-Delemont \| 2-2 \| 8 dic. \| |              |                         |               |               |
| andata (11ª) | andata (11ª) | 11ª giornata            | ritorno (22ª) | ritorno (22ª) |
| |              |                         |               |               |
| 11 set. | 7-1          | Basilea-Wil             | 4-1           | 7 dic.        |
| 11 set. | 0-1          | Lucerna-Neuchatel Xamax | 2-3           | 8 dic.        |
| 11 set. | 2-3          | San Gallo-Grasshoppers  | 1-1           | 8 dic.        |
| 10 set. | 2-0          | Thun-Aarau              | 0-2           | 8 dic.        |
| 11 set. | 4-2          | Young Boys-Servette     | 4-4           | 8 dic.        |
| 11 set. | 1-0          | Zurigo-Delemont         | 2-2           | 8 dic.        |

| andata (11ª) | andata (11ª) | 11ª giornata            | ritorno (22ª) | ritorno (22ª) |
|              |              |                         |               |               |
| 11 set.      | 7-1          | Basilea-Wil             | 4-1           | 7 dic.        |
| 11 set.      | 0-1          | Lucerna-Neuchatel Xamax | 2-3           | 8 dic.        |
| 11 set.      | 2-3          | San Gallo-Grasshoppers  | 1-1           | 8 dic.        |
| 10 set.      | 2-0          | Thun-Aarau              | 0-2           | 8 dic.        |
| 11 set.      | 4-2          | Young Boys-Servette     | 4-4           | 8 dic.        |
| 11 set.      | 1-0          | Zurigo-Delemont         | 2-2           | 8 dic.        |

## Play-off

### Classifica finale
|  | Pos. | Squadra         | Pt | PTP  | G  | V  | N | P | GF | GS | DR  |
|  | ---- | --------------- | -- | ---- | -- | -- | - | - | -- | -- | --- |
|  | 1.   | Grasshoppers    | 57 | (25) | 14 | 9  | 5 | 0 | 37 | 15 | +22 |
|  | 2.   | Basilea         | 56 | (24) | 14 | 10 | 2 | 2 | 38 | 17 | +21 |
|  | 3.   | Neuchâtel Xamax | 35 | (16) | 14 | 5  | 4 | 5 | 18 | 17 | +1  |
|  | 4.   | Young Boys      | 34 | (15) | 14 | 6  | 1 | 7 | 21 | 29 | -8  |
|  | 5.   | Zurigo          | 31 | (16) | 14 | 4  | 3 | 7 | 20 | 23 | -3  |
|  | 6.   | Servette        | 31 | (15) | 14 | 4  | 4 | 6 | 16 | 26 | -10 |
|  | 7.   | Thun            | 28 | (16) | 14 | 3  | 3 | 8 | 18 | 30 | -12 |
|  | 8.   | Wil             | 26 | (16) | 14 | 2  | 4 | 8 | 19 | 30 | -11 |

Legenda:
      Campione di Svizzera 2002-2003.
      Disputa la Coppa UEFA 2003-2004.
Note:
Tre punti a vittoria, uno a pareggio, zero a sconfitta.
PTP indica i PT = punti di P = partenza ottenuti nel girone di qualificazione.

### Tabellone
Ogni riga indica i risultati casalinghi della squadra segnata a inizio della riga, contro le squadre segnate colonna per colonna (che invece avranno giocato l'incontro in trasferta). Al contrario, leggendo la colonna di una squadra si avranno i risultati ottenuti dalla stessa in trasferta, contro le squadre segnate in ogni riga, che invece avranno giocato l'incontro in casa.
|                 | Bas  | Gra  | Neu  | Ser  | Thu  | Wil  | You  | Zur  |
| --------------- | ---- | ---- | ---- | ---- | ---- | ---- | ---- | ---- |
| Basilea         | –––– | 2-2  | 3-0  | 2-0  | 4-0  | 3-1  | 3-0  | 3-1  |
| Grasshoppers    | 2-2  | –––– | 2-2  | 1-1  | 5-1  | 4-2  | 4-0  | 2-0  |
| Neuchatel Xamax | 3-1  | 0-1  | –––– | 1-3  | 1-0  | 3-0  | 2-0  | 2-0  |
| Servette        | 0-4  | 0-4  | 0-0  | –––– | 3-1  | 1-0  | 1-1  | 2-1  |
| Thun            | 1-4  | 1-2  | 2-1  | 3-1  | –––– | 1-1  | 4-2  | 1-2  |
| Wil             | 4-5  | 1-3  | 1-1  | 1-1  | 2-2  | –––– | 0-1  | 1-0  |
| Young Boys      | 2-0  | 2-4  | 3-1  | 2-1  | 1-0  | 3-4  | –––– | 2-1  |
| Zurigo          | 1-2  | 1-1  | 1-1  | 5-2  | 1-1  | 2-1  | 4-2  | –––– |

## Torneo di promozione/relegazione

### Classifica finale
|  | Pos. | Squadra         | Pt       | G  | V | N | P | GF | GS | DR  |
|  | ---- | --------------- | -------- | -- | - | - | - | -- | -- | --- |
|  | 1.   | Aarau (LNA)     | 28       | 12 | 9 | 1 | 2 | 30 | 13 | +17 |
|  | 2.   | San Gallo (LNA) | 24       | 12 | 7 | 3 | 2 | 25 | 9  | +16 |
|  | 3.   | Lucerna (LNA)   | 16       | 12 | 4 | 4 | 4 | 24 | 22 | +2  |
|  | 4.   | Vaduz (LNB)     | 13       | 12 | 3 | 4 | 5 | 17 | 23 | -6  |
|  | 5.   | Sion (LNB)      | 12       | 12 | 3 | 3 | 6 | 14 | 18 | -4  |
|  | 6.   | Delémont (LNA)  | 12       | 12 | 3 | 3 | 6 | 13 | 24 | -9  |
|  | 7.   | Kriens (LNB)    | 11       | 12 | 3 | 2 | 7 | 14 | 28 | -14 |
|  | --   | Lugano (LNB)    | Ritirato |    |   |   |   |    |    |     |

Legenda:
      Retrocesso in Challenge League 2003-2004.
Note:
Tre punti a vittoria, uno a pareggio, zero a sconfitta.
Lugano ritirato dopo 4 partite.

### Tabellone
Ogni riga indica i risultati casalinghi della squadra segnata a inizio della riga, contro le squadre segnate colonna per colonna (che invece avranno giocato l'incontro in trasferta). Al contrario, leggendo la colonna di una squadra si avranno i risultati ottenuti dalla stessa in trasferta, contro le squadre segnate in ogni riga, che invece avranno giocato l'incontro in casa.
|           | Aar  | Del  | Kri  | Luc  | Lug  | San  | Sio  | Vad  |
| --------- | ---- | ---- | ---- | ---- | ---- | ---- | ---- | ---- |
| Aarau     | –––– | 2-0  | 1-2  | 4-2  | -    | 1-0  | 3-0  | 5-1  |
| Delemont  | 1-2  | –––– | 2-2  | 3-3  | -    | 1-4  | 2-1  | 2-1  |
| Kriens    | 1-4  | 0-1  | –––– | 3-3  | -    | 1-0  | 3-1  | 0-1  |
| Lucerna   | 0-1  | 5-0  | 2-1  | –––– | -    | 1-5  | 1-1  | 4-0  |
| Lugano    | -    | -    | -    | -    | –––– | -    | -    | -    |
| San Gallo | 0-0  | 2-0  | 6-1  | 4-2  | -    | –––– | 1-0  | 1-0  |
| Sion      | 3-1  | 1-0  | 3-0  | 0-1  | -    | 1-1  | –––– | 2-4  |
| Vaduz     | 3-6  | 1-1  | 4-0  | 0-0  | -    | 1-1  | 1-1  | –––– |

## Classifica marcatori
| Gol | Rigori |  | Giocatore          | Squadra         |
| --- | ------ |  | ------------------ | --------------- |
| 27  |        |  | Richard Núñez      | Grasshoppers    |
| 20  |        |  | Christian Giménez  | Basilea         |
| 20  |        |  | Milaim Rama        | Thun            |
| 19  |        |  | Julio Hernán Rossi | Basilea         |
| 17  |        |  | Alhassane Keita    | Zurigo          |
| 17  |        |  | Leandro Fonseca    | Neuchâtel Xamax |
| 16  |        |  | André Muff         | Lucerna         |
| 15  |        |  | Stéphane Chapuisat | Young Boys      |
| 15  |        |  | Alexandre Rey      | Neuchâtel Xamax |
| 14  |        |  | Mauro Lustrinelli  | Wil             |
| 14  |        |  | Alex Tachie-Mensah | San Gallo       |